# Калланг (річка)
Калланг — найбільша річка в Сінгапурі. Починається у Центральному водозбірному районі Сінгапуру, де на ній побудовано два водосховища: Верхнє та Нижнє водосховища Пірса. Надалі тече через райони Анг-Мо-Кіо, Тоа-Пайо та Калланг, після чого впадає у затоку Марина-Бей.

## Історія
Назва «Калланг» належить річці та поселенню на її берегах та походить, імовірно, від місцевої назви народу оранг-лаути («морський народ», «морські кочівники», малай. Orang Biduanda Kallang), представники якого мешкали у цій місцевості до появи англійців на острові у першій половині XIX століття. Вперше назва «Калланг» з'явилася на британській карті 1835 року.
До середини XX століття річище з обох боків було оточено мангровими болотами. У 1930-х болота з південно-східного боку Каллангу були висушені та засипані для побудови аеропорту Калланг, який працював у 1937—1955 роках.
У другій половині XX сторіччя узбережжя річки було забудовано переважно промисловими зонами та об'єктами. На початку XXI століття почалося відновлення природної течії Каллангу, рекультивація навколишньої території з утворенням парків та рекреаційних зон.
У 1977 році уряд Сінгапуру проголосив програму очищення води у річці Калланг та її притоках, а також у річці Сінгапур. На той час більше 600 свиноферм та 500 качиних ферм по всьому Сінгапуру зливали неочищені відходи до річок, переважно до басейну Каллангу. Станом на 1978 рік існувало більше 21 тисячі приватних будинків без каналізації, які зливали у воду відходи життєдіяльності мешканців. У басейні Каллангу також було виявлено більше ніж 42 тисячі мешканців самозахоплених помешкань, які теж не мали каналізації. Вуличні продавці їжі також робили великий внесок у забруднення річки. В ході програми очищення до вересня 1985 року було переселено 96 % мешканців до будинків з каналізацією. Торгівців їжею перемістили до спеціально побудованих центрів вуличного харчування. 2800 забруднювальних підприємств вивели за межі басейнів річок Калланг та Сінгапур. Після прибирання основних джерел забруднення вдалося очистити русла річок та підтримувати їх чистими. За оцінками дослідників, вартість програми з очищення річок басейну Каллангу та Сінгапуру обійшлася від 160 до 240 мільйонів доларів США, з них близько 10 мільйонів пішло на облаштування берегів та пляжів Каллангу, включно з очищенням від бруду та мулу. Було вивезено 600 тисяч м3 твердих відходів з Каллангу та приток.

## Парки

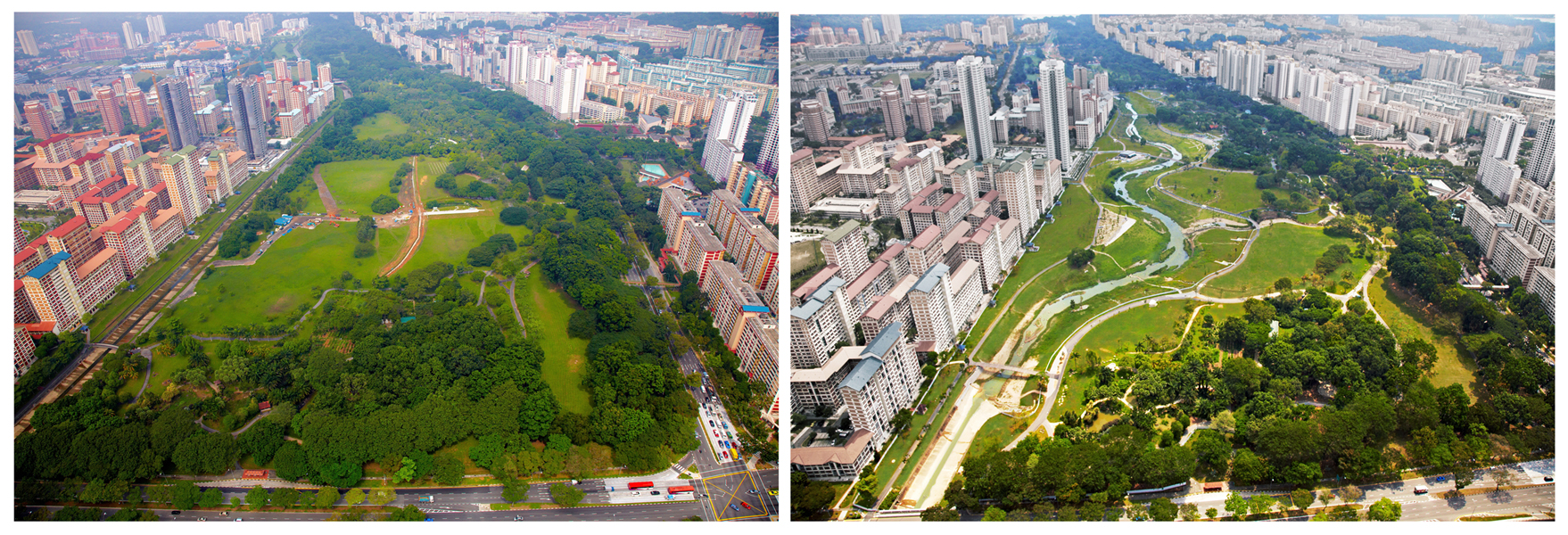
Відновлення природного річища Каллангу в Парку Бішань-Анг-Мо-Кіо: праворуч аерофотозйомка 2008 року, ліворуч — 2011 року після рекультивації території

У верхній течії Каллангу по берегах річки розташований Парк Бішань-Анг-Мо-Кіо. У кінці XX століття річка бігла в бетонному каналі, але у 2000-ні роки природні береги в межах парку було відновлено. У парку можна зустріти руду чаплю та бабку Crocothemis servilia.
Ближче до гирла річки по обидвох берегах розташований Калланг-Ріверсайд-Парк, який займає 7 гектарів. Постійно можна спостерігати малих білих та сірих чапель по берегах Каллангу, а у міграційний період з вересня до березня — низку перелітних птахів. Також у парку є багато водних розваг, зокрема можна орендувати човен.
У межах парків на відстані мінімум 6 метрів від берега споруджено дренажні системи для захисту річки від забруднення.